# ダフラ

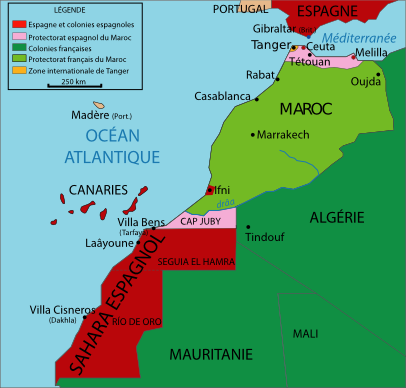
Ad Dakhla (Villa Cisneros)

ダフラ（アラビア語: الداخلة, Dakhla, Dajla, Ad Dakhla）は、西サハラの都市。大西洋に面する港湾都市で、アイウンの約550km南にある。現在はモロッコが実効支配している。旧称はビリャ・シスネロス（ビジャ・シスネロス、スペイン語: Villa Cisneros）。2006年当時の人口は約67,000人。日本語ではダクラとも表記される。
ダフラは長い砂洲の先端にあり、東側には大きな湾がある。リオ・デ・オロ地域の中心都市で、空港、無線局、インターネットカフェ、モスクなどがある。1502年にスペインによって発見されたダフラには、1884年にスペインの軍事基地が建設され、現在もその名残がみられる。
ダフラの港は主に漁港として利用されている。東側の湾には藻場と塩類平原が広がり、アマモ属のZostera noltii、甲殻類のCerapopsis takamadoなどのマカロネシア、モロッコまたはサハラ砂漠の固有種の生物およびオニアジサシ、ニシセグロカモメ、ハジロコチドリなどの渡り鳥が生息している。一帯はアフリカウスイロイルカの生息の北限でもあり、2005年にラムサール条約登録地となった。

## 経済

### 石油
ダフラの海岸部には石油が埋蔵されていると考えられており、領土紛争の要因にもなっている。2015年初頭にアメリカ合衆国のコスモス・エナジー社とイギリスのケアン・エナジー社は現地の住民の許可を得ない原油の調査を行った。

### カキ工業
カキの養殖はダフラの伝統的な産業である。収獲されたカキは現地に出荷され、次いでマラケシュやカサブランカのレストランに卸され、余ったものがヨーロッパに輸出される。2015年4月にVICEは近年になってダフラのカキがヨーロッパの高級レストランに輸出され始めたと報告している。

## スポーツ
ダフラは水上スポーツの中心地として知られており、カイトサーフィン、ウィンドサーフィン、キャスティングといった競技が盛んに行われている。

## ギャラリー

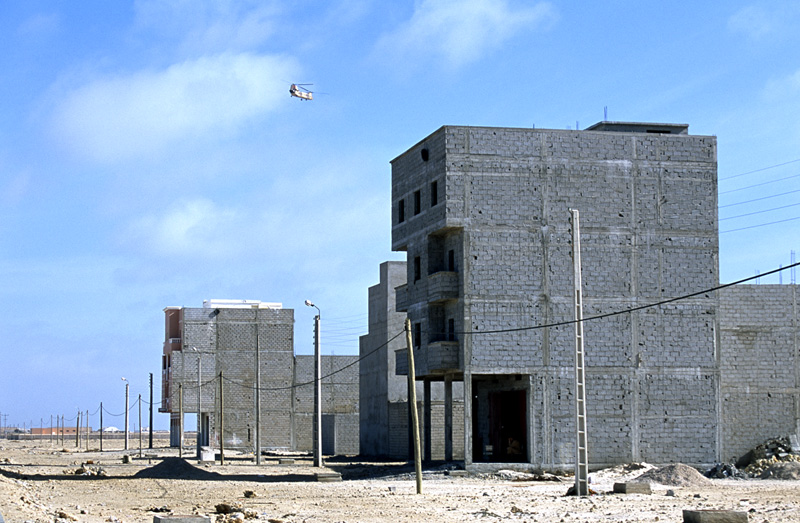
ダフラに建つ家と、その上空を飛ぶ軍用ヘリコプター。
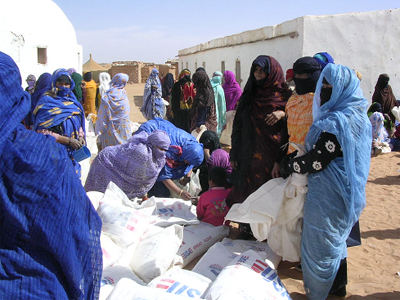
USAIDに供給された小麦粉を受け取る難民キャンプの母親や子供。
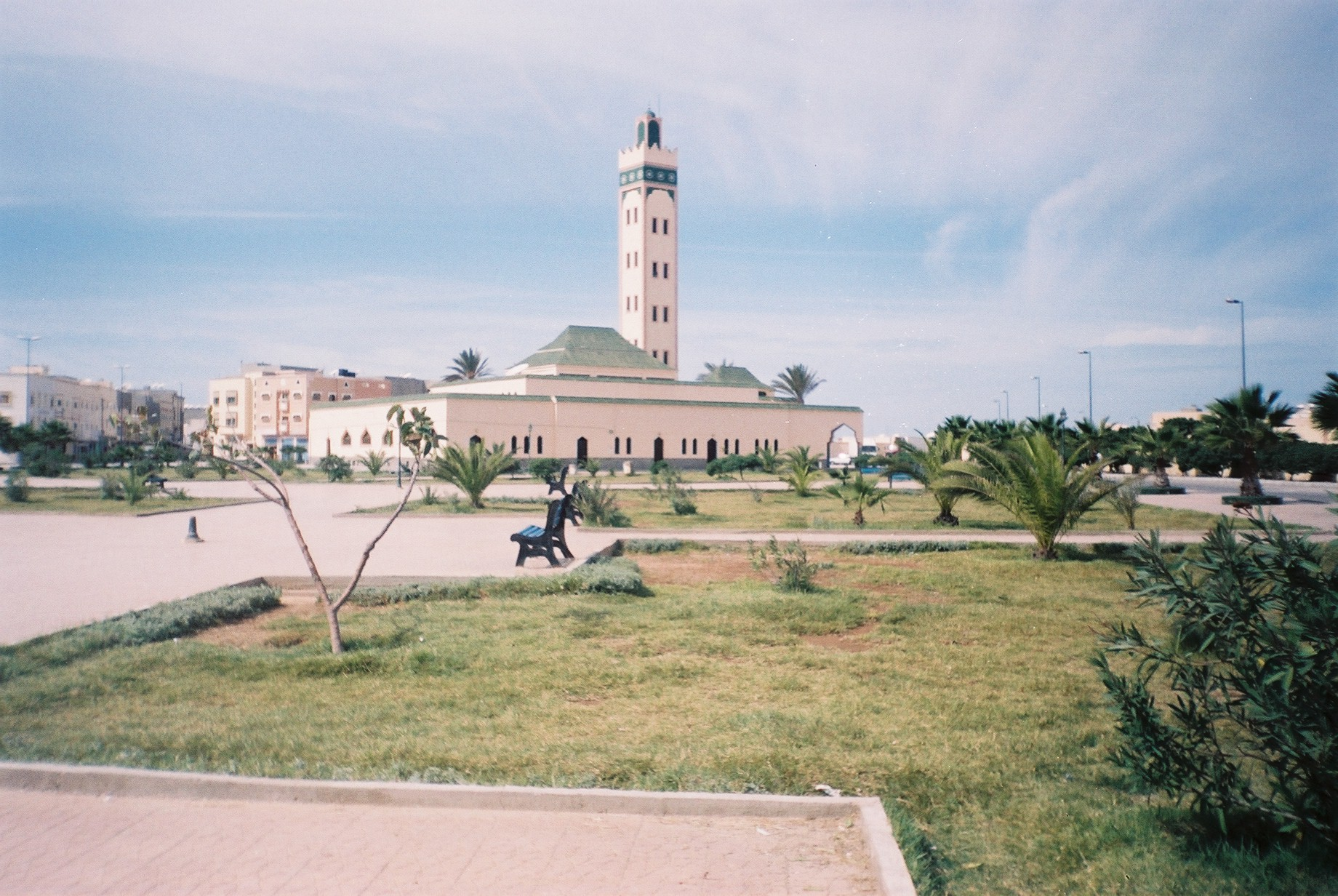
ダフラの町並み。